# Rui Silva (håndboldspiller)
Rui Silva (født 28. april 1993 i Guimarães, Portugal) er en portugisisk håndboldspiller, som spiller i FC Porto og på Portugals herrehåndboldlandshold.
Han deltog under EM i håndbold 2020 i Sverige/Østrig/Norge.